# 神奈川県立川和高等学校

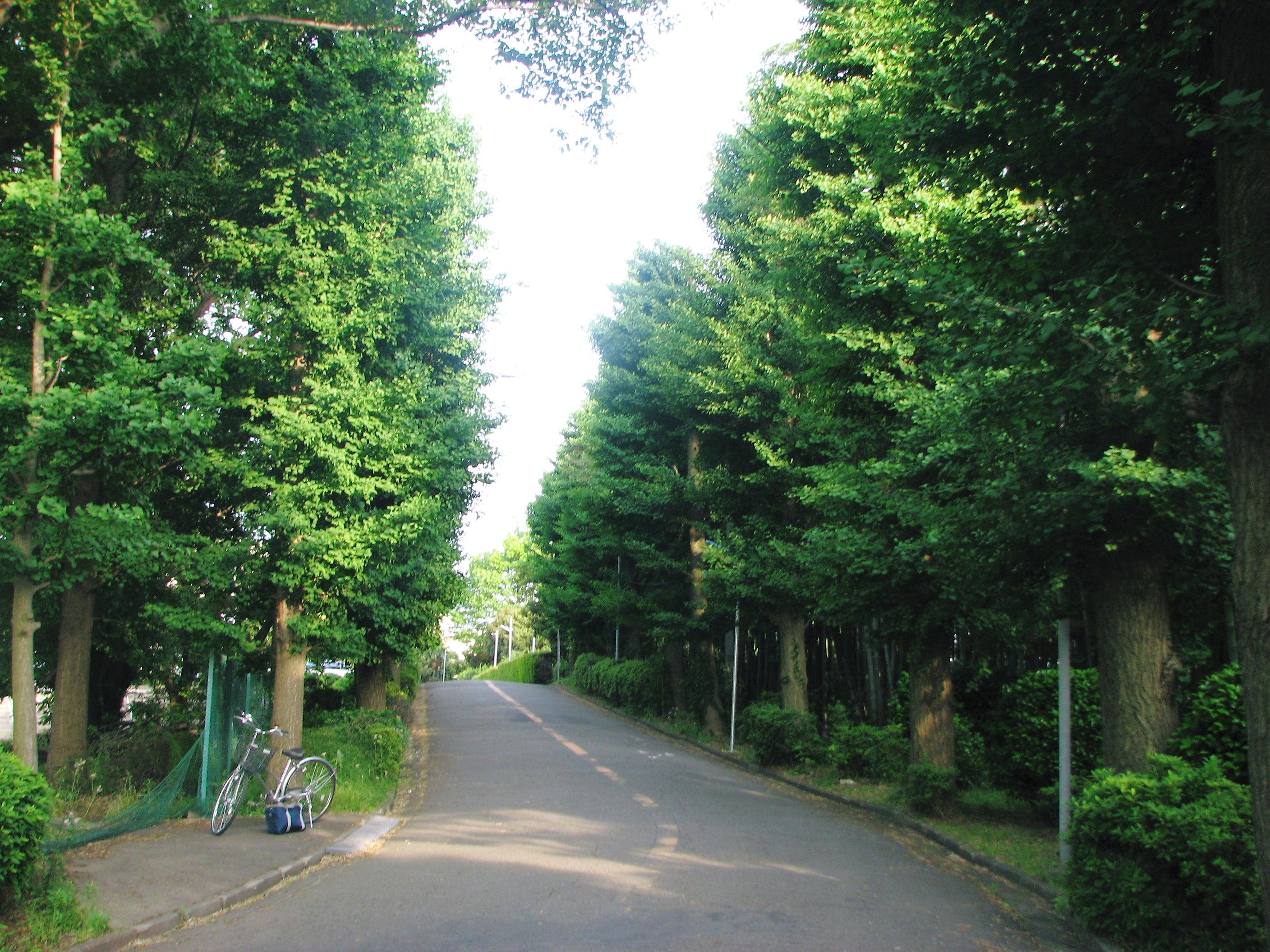
校門から校舎まではイチョウとサクラの並木道が続く

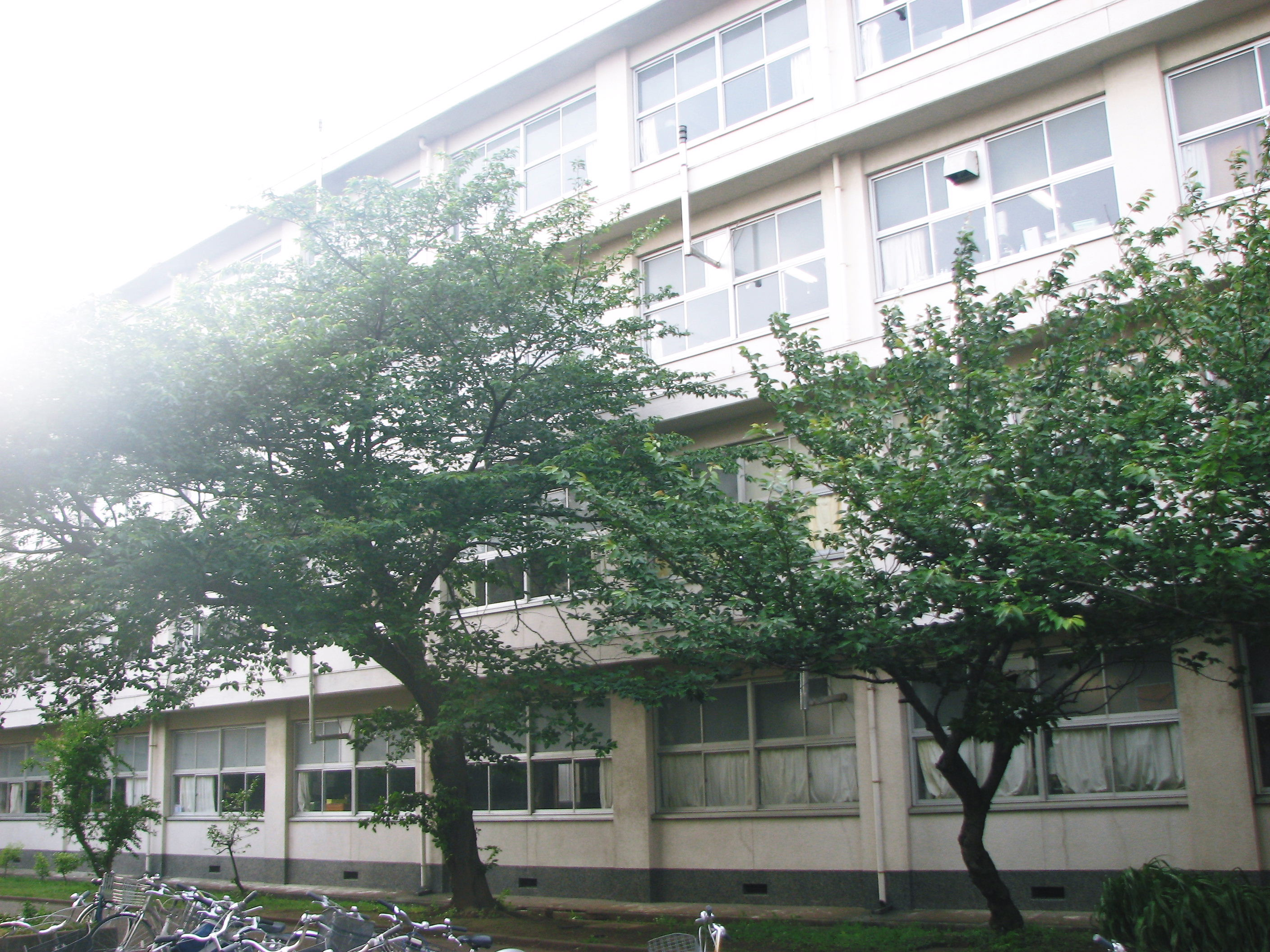
校舎

神奈川県立川和高等学校（かながわけんりつ かわわこうとうがっこう）は、神奈川県横浜市都筑区にある全日制普通科の県立高等学校。

## 沿革
- 1962年（昭和37年）10月1日 - 旧都筑郡役所の場所に設立。

「港北区にも県立高校を」という地元の強い要望と誘致運動があった。当時の最寄バス停は「旧都筑郡役所」。旧港北区では唯一の県立高校だった。
- 1963年（昭和38年）
  - 3月22日 - 校舎第一期工事（第2棟・ポンプ室等）が現在地に完成し、翌23日神奈川県立横浜翠嵐高等学校から移転。翠嵐、鶴見、東の各校と共に横浜北部学区に属す。
  - 4月5日 - 第1回入学式。
  - 5月13日 - 開校式挙行。
- 1964年（昭和39年） - 校舎第2期工事（第1棟・渡り廊下）完成。
- 1965年（昭和40年） - 校旗制定。体育館、渡り廊下竣工。校地拡張（8786m2）。シャワー室、自転車置き場、売店等竣工。
- 1966年（昭和41年）
  - 2月 - 校歌制定。
  - 3月 - 校地の舗装整備完成。
  - 4月 - 変電所竣工。
  - 5月 - 生徒会館竣工。
  - 10月 - バックネット完成。横浜市から校地を寄付（29126m2）。
  - 11月 - 校門完成。落成式挙行。
- 1967年（昭和42年） - プール及びプール附属建物竣工。生徒会館追加工事（物おき等）完成。格納庫竣工（ストーブ等）。
- 1968年（昭和43年） - 柔剣道場竣工。
- 1969年（昭和44年） - 築庭（庭園）完成。分区により、緑区の高校となる。
- 1970年（昭和45年） - 第3棟完成。
- 1971年（昭和46年） - 校庭にスプリンクラー、照明設備設置。
- 1972年（昭和47年） - 球技コート完成。本校10周年記念式挙行。
- 1973年（昭和48年） - 球技コートの防球ネット完成。
- 1974年（昭和49年） - 弓道場完成。日本テレビ『われら青春!』の撮影（第18話。正門が太陽学園のライバル校の門として登場。当時、学校のそばにあった出光グラウンドで、ラグビーのシーンの撮影がなされていたため。当時大学生だった竹下景子が高校生役として出演）。
- 1976年（昭和51年） - 裏門完成。
- 1977年（昭和52年） - 学校東側で花見山遺跡が発掘され、土器や石器が大量に発見される。
- 1978年（昭和53年） - 女子制服地を、カシミアからサージへ変更することが決定。
- 1979年（昭和54年）
  - 第2自転車置き場が完成。
  - ロードレース大会の開催地をこどもの国に変更（港北ニュータウンの開発が進み、学校周囲での安全確保が困難となったため）。
- 1981年（昭和56年） - 新たな中学区制を実施する。本校は横浜北部学区に属する。
- 1982年（昭和57年） - TBS『アイコ16歳』の撮影。第3自転車置き場完成。
- 1982年（昭和57年） - TBS『アイコ16歳』の撮影。第3自転車置き場完成。
- 1984年（昭和59年） - TBS『アイコ17歳』の撮影。
- 1985年（昭和60年） - 映画『ビー・バップ・ハイスクール』の撮影（以後、映画撮影への協力を中止することとなる）。
- 1988年（昭和63年） - 学校周辺の開発に伴い、体育館裏に通用門を新設。
- 1989年 - 1棟・2棟改修工事が始まる（1992年8月まで）。
- 1991年（平成3年） - 前年度（1990年度）の決定を受け、職員室禁煙となった。
- 1992年（平成4年） - 本校30周年記念式典が神奈川県民ホールにて行われた。
- 1994年（平成5年） - 分区により、都筑区の高校となる。
- 2002年（平成14年） - 日本テレビ『第22回全国高等学校クイズ選手権』全国大会に、当時の3年生が出場する。敗者復活戦を経て、準決勝まで駒を進めた。なお、当時の敗者復活戦のたすきは、当人たちの意向により学校に寄贈され、職員室前に飾られている。
- 2003年（平成15年） - 2学期制に移行。
- 2005年（平成17年） - 学区制を廃止。
- 2010年（平成22年） - 県教育委員会による学力向上進学重点校指定[1]
- 2013年（平成25年） - 県教育委員会より、引き続き学力向上進学重点校に指定される[2]。
- 2020年（令和2年)   -県教育委員会は次世代のリーダーを育てる学力進学重点校として正式に指定された。県内では5校目。

## 校歌
- 川和高等学校校歌
作詞：木俣修、作曲：沖不可止
- 応援歌「健児」
作詞：村尾知子、作曲：今井翼
- 応援歌「若人」
作詞：山田信行、作曲：今井翼

## 教育

### 学校長
- 初代：山本盛枝（1962年10月 - 1963年8月）
- 第2代：越次政一（1963年9月 - 1967年8月）
- 第3代：中林忠雄（1967年9月 - 1970年8月）
- 第4代：赤澤勇之進（1970年9月 - 1974年8月）
- 第5代：篠崎福次（1974年9月 - 1977年8月）
- 第6代：白井幸彦（1977年9月 - 1985年3月）
- 第7代：松下滋（1985年4月 - 1988年3月）
- 第8代：稲垣謙治（1988年4月 - 1990年3月）
- 第9代：奈良澤芳雄（1990年4月 - 1992年3月）
- 第10代：酒井洋（1992年4月 - 1996年3月）
入学式や卒業式などの式典時に、生徒に対して『エール』と称して気合いを注入する、非常に個性的な校長であった。また、書道家でもあり、体育ジャージ変更の際に、川和の刺繍文字の揮毫を行った。
- 第11代：平本毅（1996年4月 - 1998年3月）
- 第12代：小沢敦（1998年4月 - 2001年3月）
- 第13代：吉野行正（2001年4月 - 2003年3月）
- 第14代：川手眞實（2003年4月 - 2007年3月）
1974年4月 - 1983年3月には、国語科、芸術科（書道）教員として川和高校に勤務していた。
- 第15代：本坊敏郎（2007年4月 - 2010年3月）
- 第16代：市毛正仁（2010年4月 - 2015年3月）
- 第17代：笠原政明（2015年4月 - 2018年3月）
- 第18代：髙尾成弘（2018年4月 - 2020年3月）
- 第19代：赤井英明（2020年4月 - 2022年3月）
- 第20代：師岡健一（2022年4月 - ）

### 組織
- 緑和会：卒業生の同窓組織
- 川和会：卒業生の保護者の同窓組織。親睦会の企画など

### 教育方針
日本国憲法・教育基本法・学校教育法の趣旨に従い、民主的平和的にして、真理と正義を愛し、自主独立の精神に充ち、秩序と敬愛と責任とを重んずる心身ともに健全な人材の育成を目標とする。

### 校訓
誠実 勤勉 質朴

### 生活目標
1. 誠実、勤勉、質朴の校風に則り、健全な高校生活の実現を図る。
2. 積極的計画的に勉学に励み、豊かな人間性を培う。
3. 責任を重んじ、規律を守るとともに、自主自律の精神を養う。
4. 礼儀を失することなく、互に尊重しあう態度を身につける。
5. 心身を練磨し、気力と体力の増進を図るとともに、安全に留意する。
6. 余暇を善用し、個性の伸長と創造性の開発に努める。
7. 環境の整備と美化を図るとともに、公共の施設、設備をたいせつにする習慣を養う。

### 教育課程
2003年から2学期制。50分授業（40分授業の日もある）を採用。月曜日は7時限、それ以外は6時限である。2年次より文理に分かれる。3年次は半分近くが選択科目である。選択科目には「日本史研究」「探求漢文」「英語講読」といった受験対策科目や、「芸術II」「フードデザイン」「コミュニケーションスキルズ」などが履修できる。定期テストの他に、学校独自の実力テストが実施され、進路などに利用される。また、1年次から英単語や漢字の小テストが頻繁に行われている。授業では、独自の教材も多用され、充実した授業を展開している。1年次から数学IIの範囲に入るなど、授業のペースは速い。理系の国語は2年次からセンター演習に、数学は3年の前期で全範囲を終了させ大学入試対策に入る。

### 選択科目
- 国語表現II
- 作品講読
- 探求現代文
- 探求漢文
- 世界史B
- 日本史研究
- 地理研究

- 現代研究
- 倫理研究
- 政治経済研究
- 数学B
- 数学研究
- 代数入門A
- 代数入門B

- 解析入門
- 物理I
- 物理II
- 化学II
- 生物II
- 探求物理
- 探求化学

- 有機化学
- 探求生物
- 応用生物
- 英語講読
- 英語語法研究
- コミュニケーションスキルズ
- フードデザイン

- 音楽I
- 音楽II
- 美術I
- 美術II
- 書道I
- 書道II

2年次の文系は「数学B」か「現代研究」のどちらかを選択する。

## 特色
- 部活動が盛んで、参加率が9割以上と屈指の参加率を誇る（神奈川県内ではかなり高水準）。
- 毎年海外の高校から留学生を受け入れている。
- 2年時の英語で少人数授業が行われる。
- 年3回、学校独自の実力テストが行われ、進路資料などに利用される。
- 3年生には冷暖房完備の自習室である進路指導室が開放され、主要大学の過去問である赤本を閲覧できる。
- 夏休みに希望者を対象とした夏期講習が行われる。1年時から大学入試演習の講座が開かれ、3年時には二次試験対策やセンター試験の英語リスニング対策講座も開設される。そのほか、歴史博物館の見学会など20講座を超す。
- 毎年夏休みに1泊2日の理科実習が開かれており、多くの参加者がある。
- 3年時には校内で代ゼミ模試、河合塾の全統模試、駿台模試を応募できる。
- 芸術教科は、「美術」「音楽」「書道」のいずれかを選択。1年時は全生徒が選択した授業を受ける。2年時はⅠ型(文系型のコース)を選択した生徒のみ。
- 体育は1年間の内半分が種目選択制である。

## 主な行事

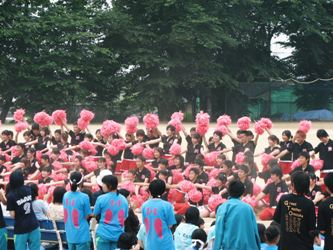
体育祭の様子

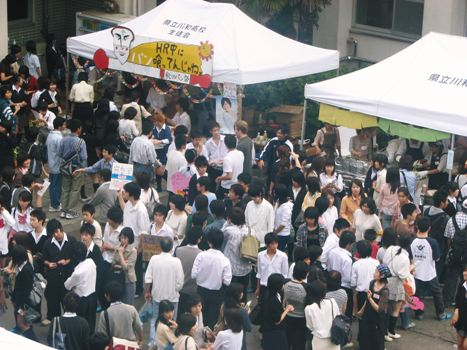
川和祭の様子

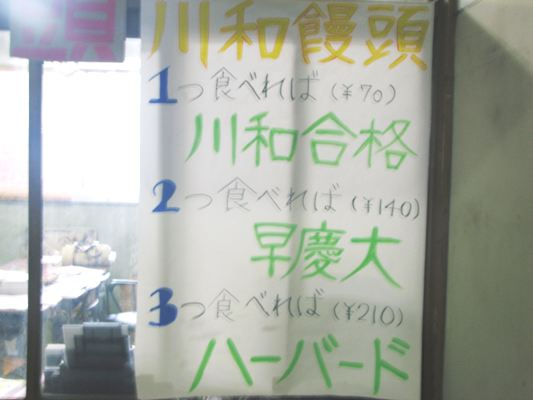
川和饅頭

- 新入生歓迎会
部活ごとの個性ある発表が行われる。内容はコントが多い。
- 遠足
クラス内の親睦を図る。鎌倉や東京ディズニーリゾートなど、学年により異なる。
- 修学旅行（2年）
入学の際に希望調査を行い決定される。
- 体育祭
各クラスが作るオリジナルの「クラスTシャツ」（クラT）や、ダンス部の三年生とバトン部、その他の有志によるチアリーディングや応援団の演技による応援合戦が名物。
- 芸術鑑賞会
中国雑技や『オズの魔法使い』など、毎年異なる。
- 球技大会
年3回開催、だったが2015年度より年2回となった。二日間にわたり行う。親睦を図るため学年の枠を越えて対戦する。
- 文化祭（川和祭）
名物は「川和饅頭」である。詳細は下記を参考のこと。
- ロードレース大会
こどもの国で走る。男子8km、女子4km。
- 剣道大会（男子）
1、2年生が（3年生は受験のため不参加）参加し、各クラス2チーム（男子が多い2年生理系クラスは3チームの場合もある）出場する。試合は5人団体戦のトーナメント方式による。
- ダンス発表会（女子）
今まで体育で練習してきた成果を発表する。投票により優勝クラスを決める。なお、男子生徒による見学は禁止されている。
- 合唱発表会
芸術の音楽選択者を中心にクラス合唱。

## 川和饅頭
「一つ食べれば川和合格、二つ食べれば早慶大、三つ食べればハーバード」という宣伝文句のある川和饅頭は、川和高校名物として、文化祭（川和祭）で文化祭執行部が販売している。老舗和菓子屋の息子が川和高校に通っていたことからこの饅頭が売られるようになり、以後名物として定着した。文化祭当日に2棟1階の生徒会本部で販売されており、主に受験生に人気が高く、販売時には行列ができるほどである。

## 施設

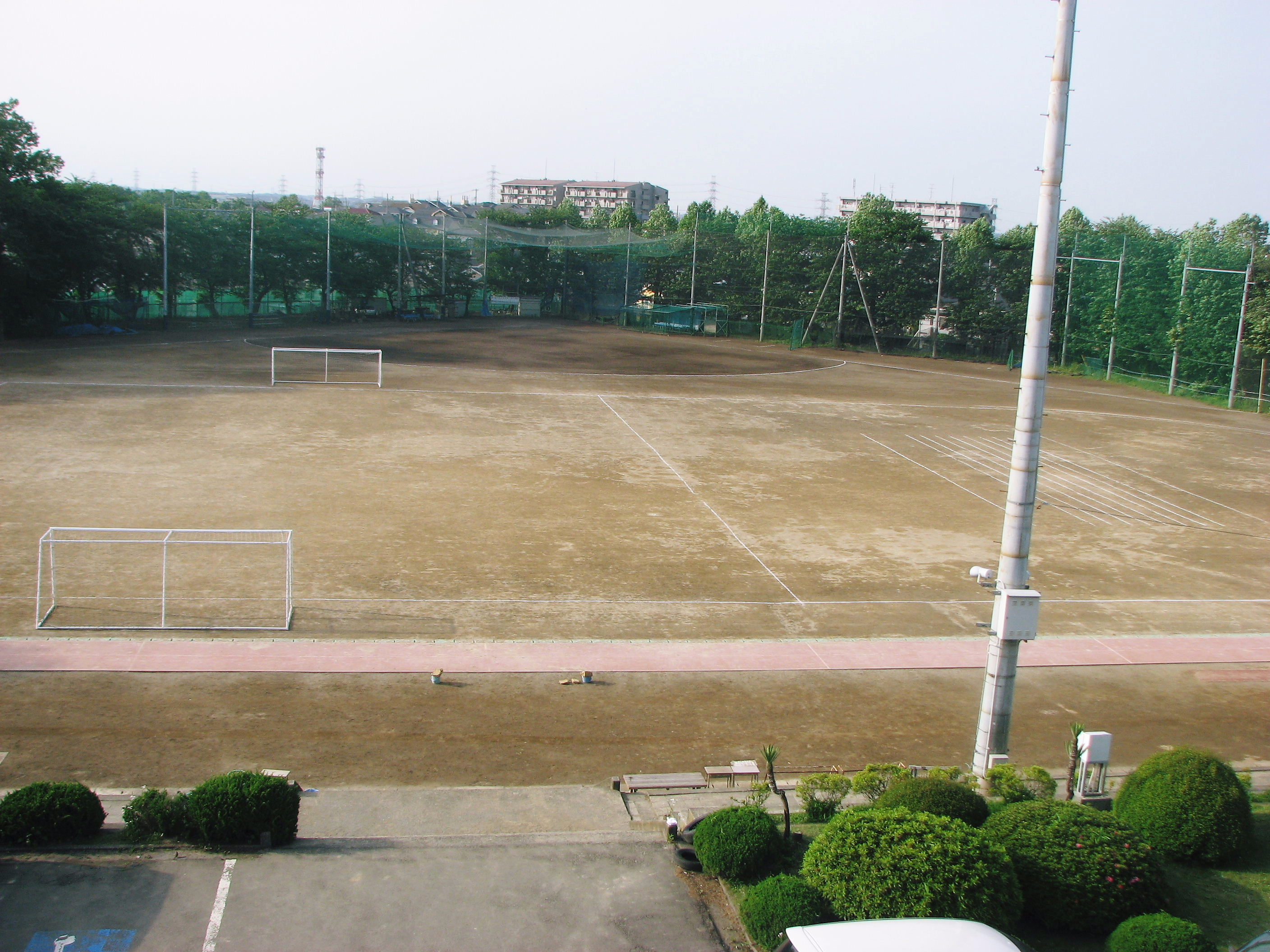
校庭。県立高校では屈指の広さを誇る

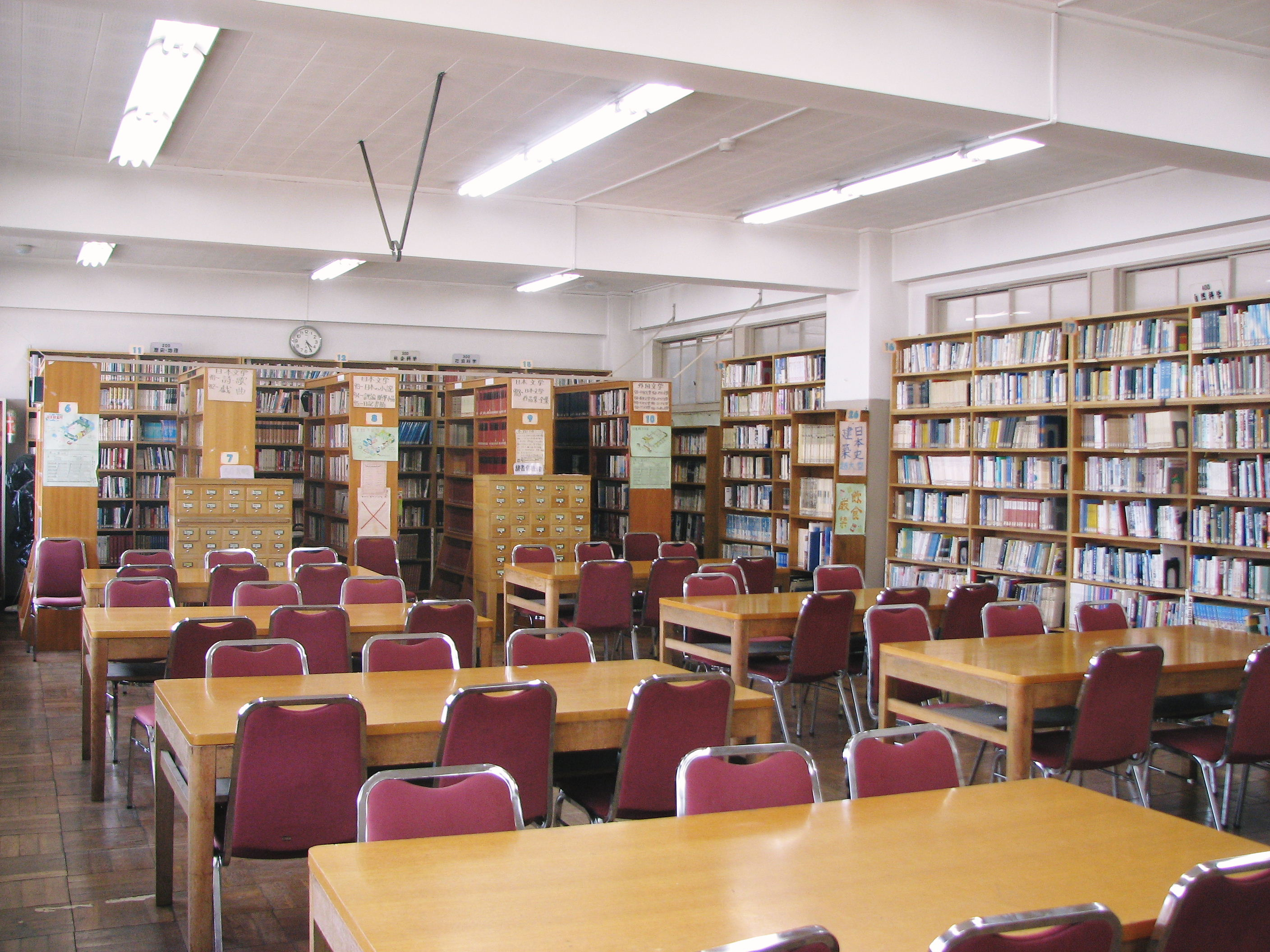
図書室

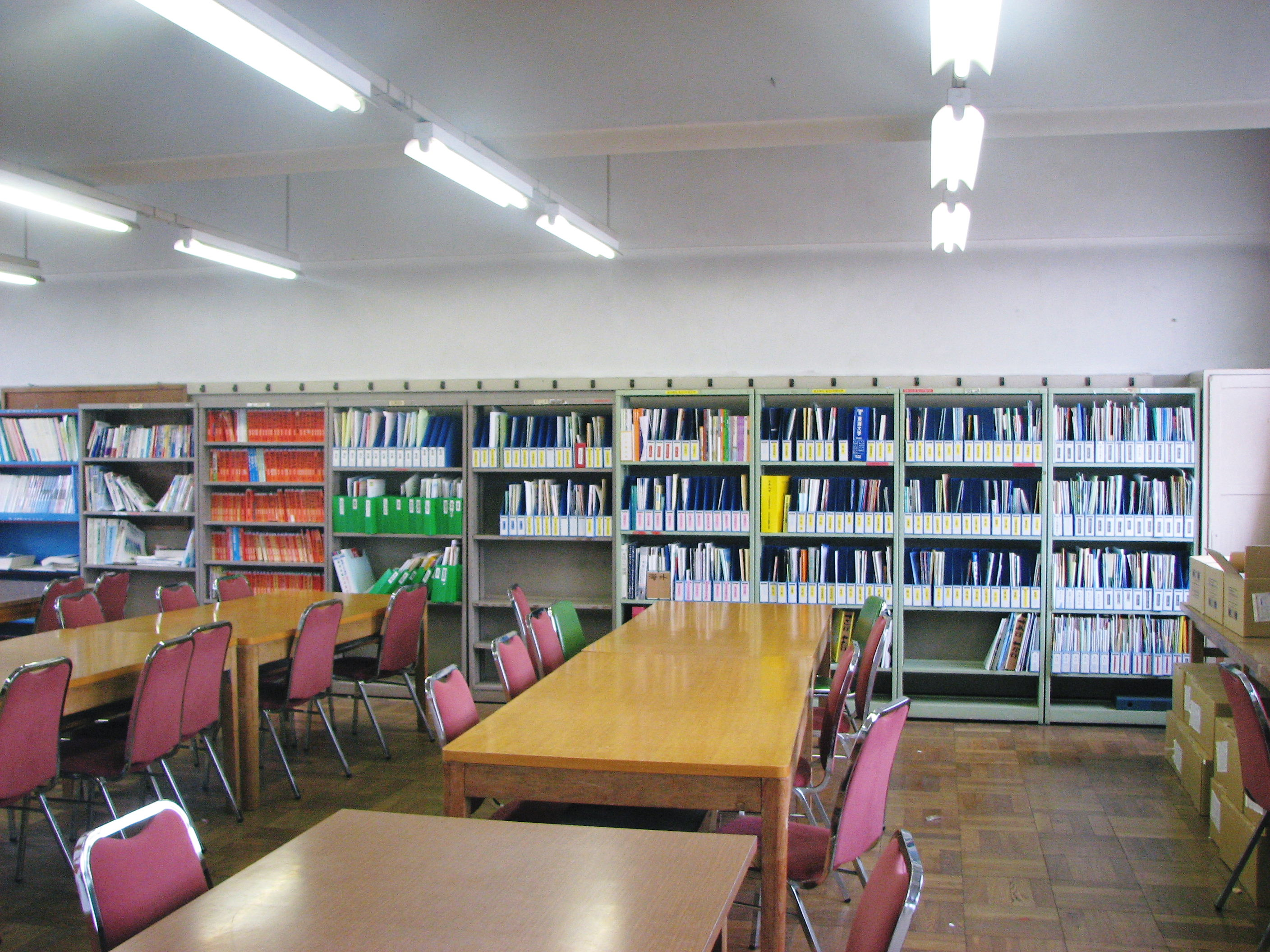
冷暖房完備の進路指導室

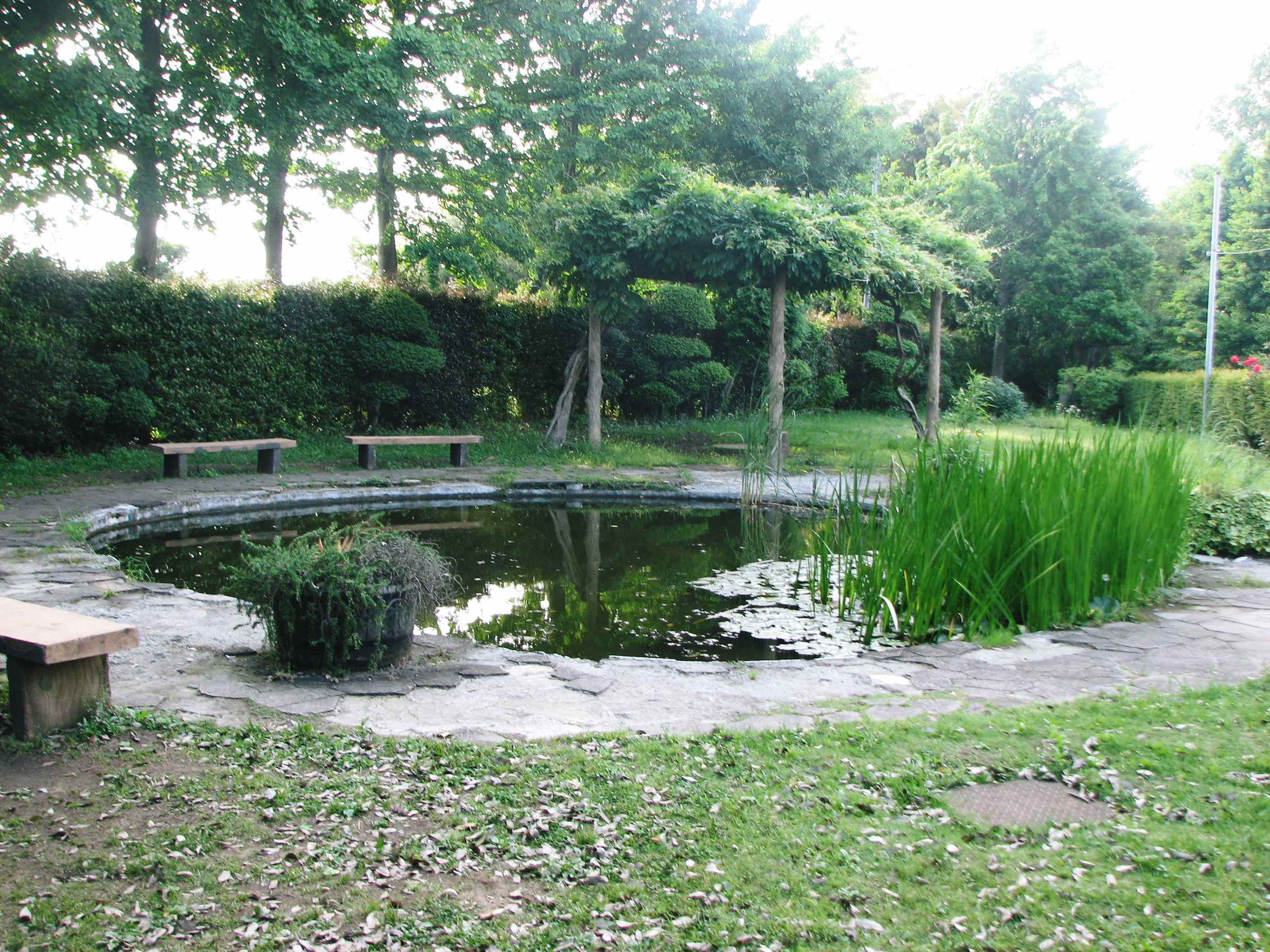
庭園

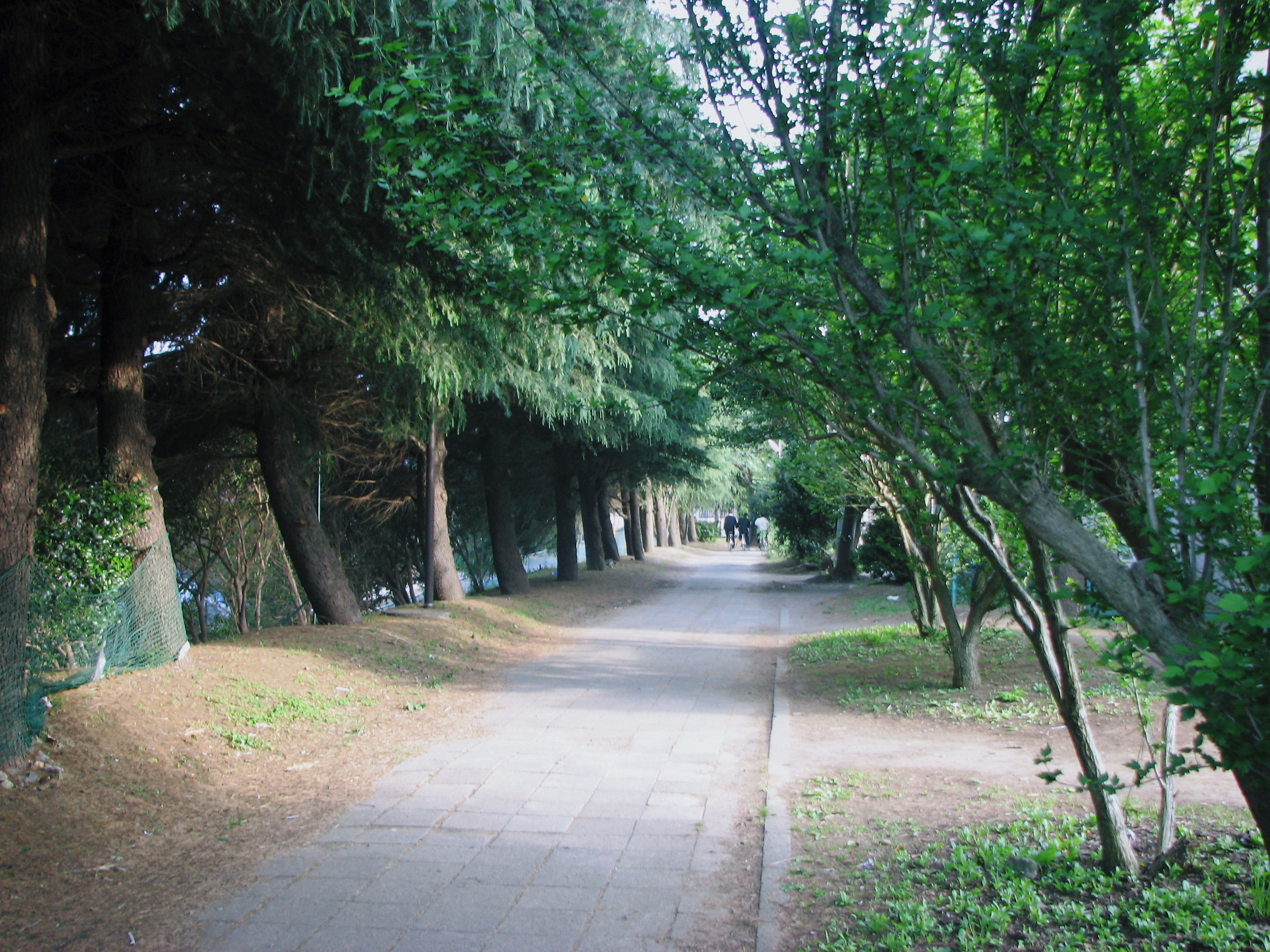
裏門までの並木道

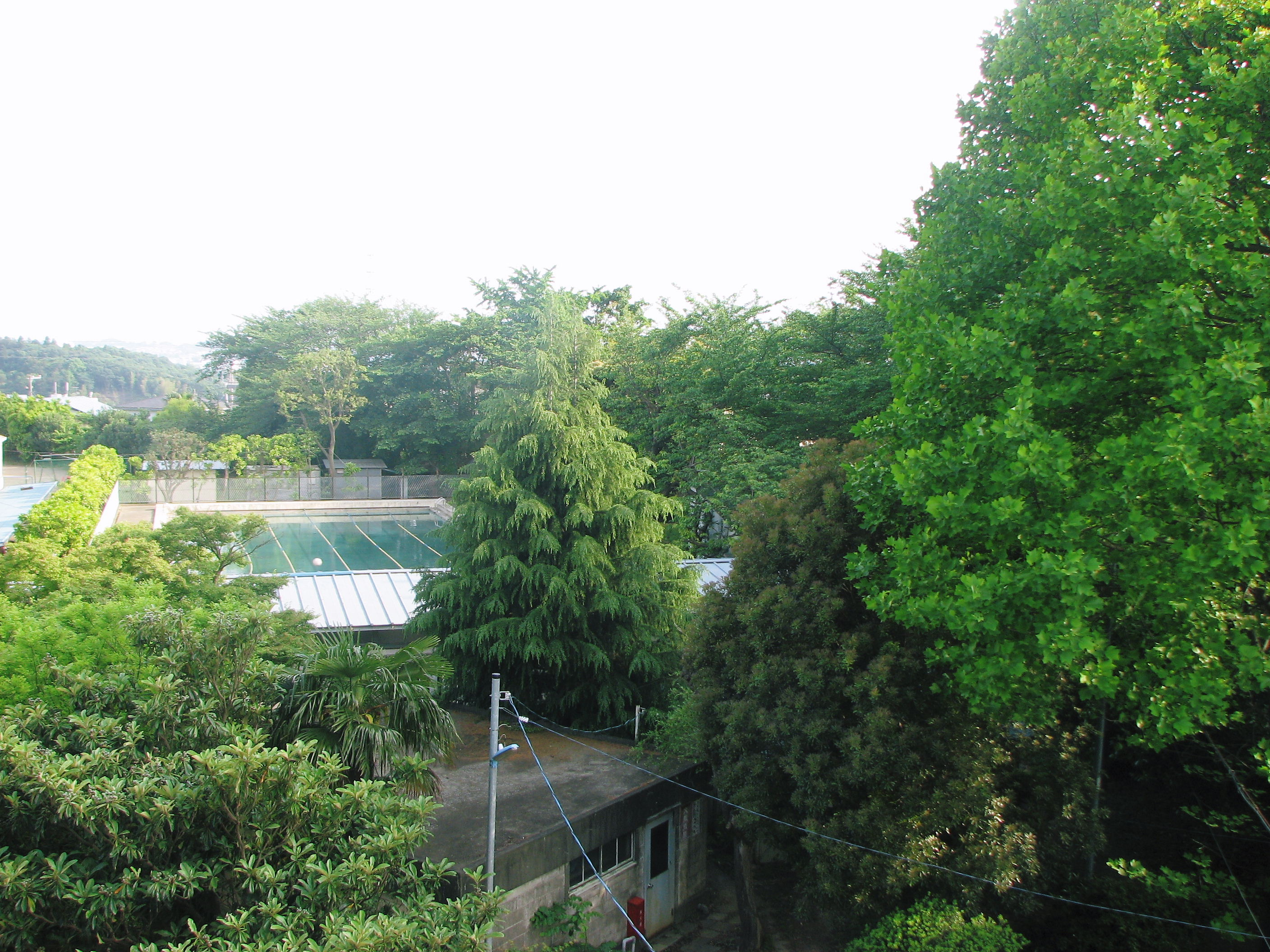
木々に囲まれたプール。奥に弓道場がある

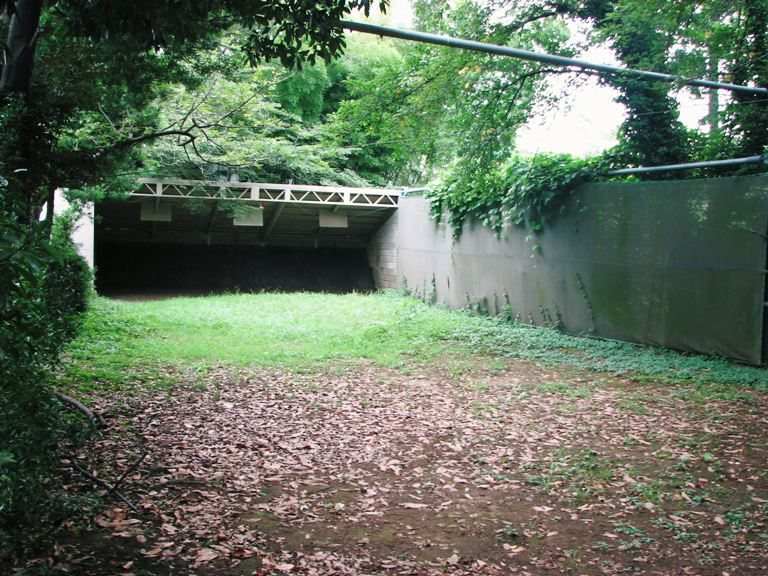
弓道場

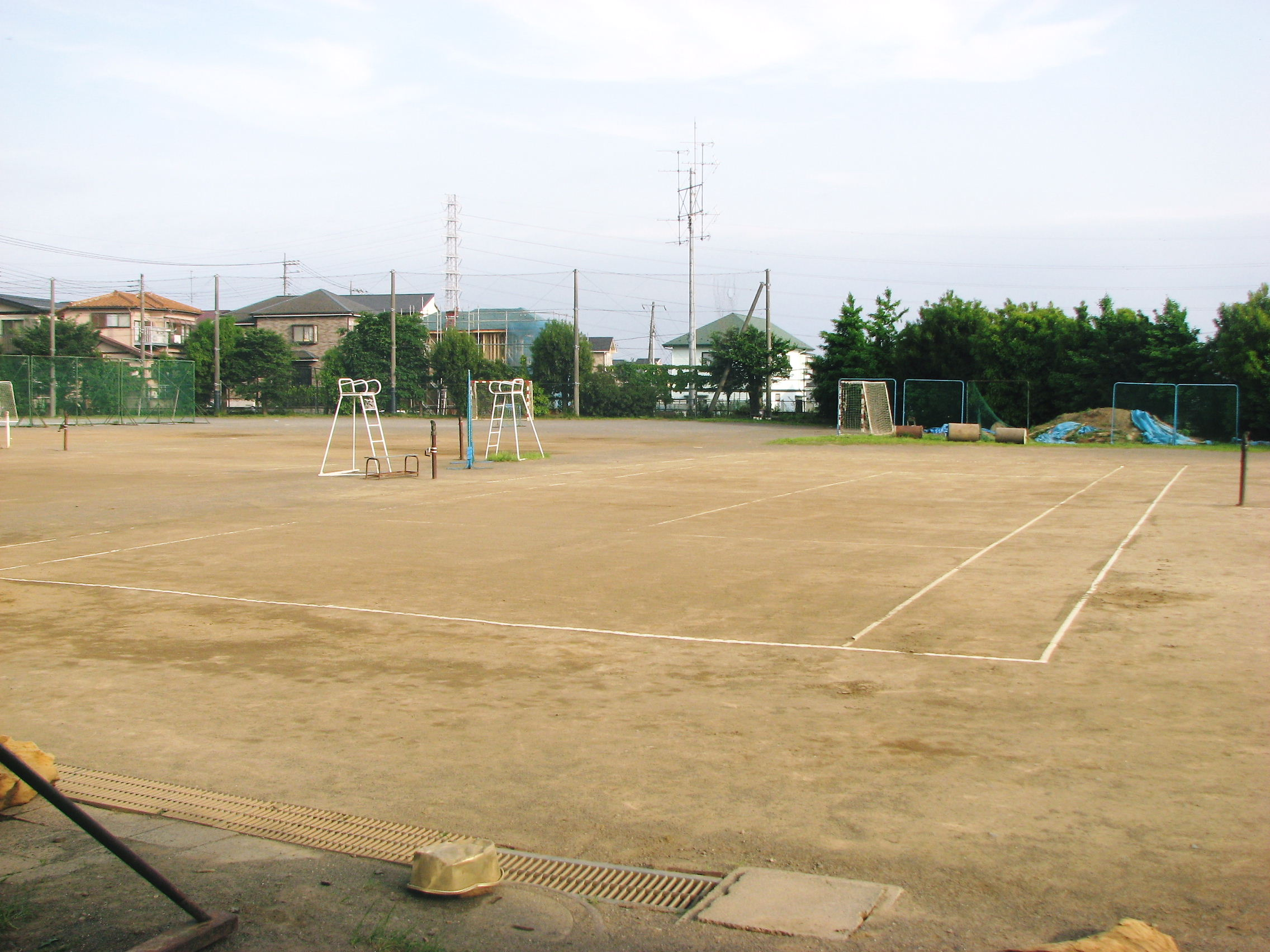
6面ある球技コート

今でこそ開発が進んだが、昔は田舎だったため、敷地は38,000m2と広大である。 
- 全天候走路
- 庭園
- 弓道場
- 柔剣道場
柔道用の畳はあるが、柔道部の廃部や、体育の授業で剣道が年間を通して行われていることから、近年柔道用に畳は敷かれていない。常時剣道コートが2面設置されている。剣道部の部室がある。2009年に、老朽化していた床の改修工事が行われた。
- プール(夏季のみ使用)
- 球技コート（6面）
- 屋根付自転車置場
- 相談室
- 食堂
神奈川県の全日制の県立高校への設置は珍しい。1975年に現在地に移転するまでは、グラウンド東側にある部室棟の2階で営業していた。食堂内は校舎と異なる独特の雰囲気があり、また生徒たちの談笑が絶えない賑やかな場でもあった。メニューは低価格で充実しており、期間限定の校内で採れたタケノコご飯は人気が高く、行列ができるほどであった。長年多くの生徒たちから愛された食堂であったが、2015年度夏季休業に入ると同時に営業を終了した。なお、隣接する売店は以前より営業日が限定されたものの今も運営されており、外部の店より低価格で菓子パンやデザートなどが売られている。
- 進路指導室
冷暖房完備。3年生の自習室として開放され、快適に自習できる。大手予備校の模試の受け付けや、大学受験関連本の閲覧など。赤本が充実している。
- 図書室
蔵書数約3万冊と県立高校の中では多い。多くの新聞や雑誌のバックナンバーも閲覧できる。漫画や郷土資料も充実している。

## 部活動
部活動参加率が高く、2つ以上の部に入部する兼部も多数いるため、活発な部活が多い。最近では、陸上競技部や野球部、サッカー部、バスケットボール部、ダンス部などが活躍している。珍しい部活として執行部があり、体育祭および文化祭の運営に携わる。詳しくは川和高校部活動紹介などを参考にされたい。サッカー部や吹奏楽部等は公立高校としては異例だがプロ経験者の指導を仰ぐなど本格的な練習を行っている
- 野球部
ここ3、4年の活躍から、公立の強豪と認知され始めてきた川和高校野球部は、OBからの寄付などにより、県立高校では珍しい秋・春の地区予選会場校でもある。会場校になってからは地区予選でホームグラウンドを使えることに加え、強豪私学に当たらないため、県大会進出が容易になった。また部の規模は大きく、2005年春季大会で強豪日大高校を破るなど健闘している。
1980年、夏の全国高等学校野球選手権神奈川大会において、本校野球部は4回戦で横浜高と対戦。11対2で敗れたが、横浜の投手川戸浩から2点を奪い、愛甲猛らを擁してこの大会で全国優勝した横浜から、神奈川県大会で唯一得点した（横浜は2回戦から決勝まで、対本校を除く6試合すべてを零封勝利した）。 また2007年の同大会において、初のベスト8入りを成し遂げた。
現在は東京ヤクルトスワローズの加藤幹典の活躍や、2007年の躍進により、さらに注目度があがっている。加藤を育てた佐藤雄彦は、2007年より瀬谷西高校の副校長を務めている。
- 文芸部
- 吹奏楽部
- 書道部
- 美術部
- 合唱部
- 軽音楽部
- 茶道部
- 室内楽部
県内でも珍しい部活。ヴァイオリン、ヴィオラ、チェロの3種類の楽器を用いて合奏を行う。大半が初心者からのスタートであるが、入学式や卒業式のBGMや県内で行われる演奏会への参加、老人ホームへの出張コンサートなど、さまざまな場面で活躍している。また毎年数名の部員が、神奈川県高校合同オーケストラの一員として全国高等学校総合文化祭に参加し、その年によって京都や島根、青森などまで遠征し、演奏を行っている。
- アニメーション漫画研究部
- 囲碁将棋部
- 生物部
現在はない。
- 弓道部
ショーモデルなどで活躍している水城さと子が所属していた。学生時代は県大会優勝や国体選抜など活躍をみせている。
現在はインターハイ出場を果たし、県内でもトップクラスの実力を持つ部活である。
- 陸上競技部
現役学生が、2009年の陸上日本選手権において、女子400m走決勝に進出する活躍をみせている。
- ソフトテニス部
- 剣道部
かつて、関東大会出場校に名を連ねる公立の強豪校であった。創部から現在に至るまで、剣道家の体育教師が顧問を務めている。OB・OGにより構成される「剣心会」との稽古会等、卒業生によるサポートを受けている。
2007年に関東予選女子団体第8位入賞。2008年に、男子が関東大会神奈川県予選において5位入賞し、本大会に出場した。2009年に、インターハイ神奈川県予選女子個人において、主将が準優勝し、本大会に出場した。09年秋の新人戦で男女ともにベスト8入賞を果たした。
- 卓球部
- 山岳部
- ハンドボール部
2006年3月、第29回全国高等学校ハンドボール選抜大会に出場（女子）。
- バスケットボール部
2007年、女子がインターハイへ出場。1974年男子が全国高等学校バスケットボール選抜優勝大会に出場。
- 水泳部
- バレーボール部
- ダンス部
2006、2008、2009年に全国高校ダンスドリル選手権大会関東予選HIP HOP部門において、上位入賞し、全国大会に出場。『夏の日本高校ダンス部選手権』全国大会において、2014年優秀賞、2015年優秀賞、2020年5位入賞。『春の日本高校ダンス部選手権』全国大会において、2014年3位、2015年入賞、2016年、2017年ビッククラス優勝、2018年入賞。また、2009年1月に行われた神奈川県新人戦優勝。
- サッカー部（2013年度関東大会にて優勝した）
- ラグビー部
- バドミントン部
- バトントワリング部
- テニス部
- パティシエ部
- シネマ同好会

- アコースティックギター部
- マジック同好会
- クイズ研究部
- カルタ同好会

- 体育祭執行部
体育祭は委員会ではなく、希望者による執行部が結成されるが、例年希望者が少なく、ほぼ生徒会執行部と実行委員によって大まかな企画や運営が行われる。
- 文化祭執行部
体育祭と同じく、希望者によって執行部が結成されるが、ほぼ生徒会執行部と実行委員によって運営がなされる。先述のとおり、川和饅頭の販売を行っている。
- 応援団部
33期卒業生が創設し、34期 - 36期卒業生が発展させた。現在はラグビー部員が務めている。

## 委員会
4月に決める。任期は1年。下記の他にも、ストーブ係などの係や、学級委員がある。
- 応援委員会：壮行会や高校野球の応援。
- JRC委員会：募金活動、ボランティア等の福祉活動。
- 体育委員会：授業や体育行事の企画、運営。
- 保健委員会：傷病生徒の世話と連絡。
- 整備委員会：校内の美化を図る。清掃や環境維持。
- 図書委員会：図書貸出、新書の購入。
- 新聞委員会：年3回「川和時報」の発行。3年生には仕事の割り当てがないため、ひそかな人気を誇る。
- 選挙管理委員会：7月に行われる生徒会選挙の運営。仕事があまりないことで生徒に人気。
- 放送委員会：校内放送の運営。
- 交通安全委員会：毎秋行われる横浜北地区の交通安全大会の運営、交通安全に関するビデオ製作、実地調査、啓発活動。

## 旧学区
2005年度入試からの学区撤廃以前は、川和高校は横浜北部学区に属していた。旧横浜北部学区内の県立高等学校は以下の通り。
- 神奈川県立市ヶ尾高等学校
- 神奈川県立荏田高等学校
- 神奈川県立川和高等学校
- 神奈川県立霧が丘高等学校
- 神奈川県立新栄高等学校
- 神奈川県立田奈高等学校
- 神奈川県立白山高等学校
- 神奈川県立元石川高等学校

なお、この横浜北部学区内ではトップレベルである。

## 周辺施設
- 川和富士
江戸時代末期に築かれた標高74mの山。川和のシンボル的存在である。
- ゲオ市ヶ尾店
- マクドナルド荏田西店
- 泉天ヶ谷公園

## アクセス
出典 : 
| 乗車駅                     | のりば | 系統 | 下車停留所            | 運行事業者 |
| -------------------------- | ------ | ---- | --------------------- | ---------- |
| 横浜市営地下鉄センター南駅 | 2      | 73   | 川和高校前、徒歩1分   | ■横浜市営  |
| 東急田園都市線市が尾駅     | 5      | 306  | 川和高校入口、徒歩5分 | ■横浜市営  |
| JR横浜線中山駅             | 北口2  | 305  | 川和高校入口、徒歩5分 | ■横浜市営  |

| 最寄り駅                                       | 所要時間 |
| ---------------------------------------------- | -------- |
| 横浜市営地下鉄グリーンライン都筑ふれあいの丘駅 | 15分     |

## 著名な卒業生
五十音順

### 政治・経済
- 岸本聡子（杉並区長）（28期）
- 野坂英吾（実業家、株式会社トレジャー・ファクトリー代表取締役社長）（26期）

### ジャーナリズム
- 西村顕治（日本経済新聞記者、クイズ王としても有名）（18期）
- 内田雄基（ニッポン放送アナウンサー）（51期）
- オカファーエニス豪（テレビ宮崎アナウンサー）（52期）
- 福山知沙 (フリーアナウンサー)（34期）

### 建築・デザイン
- 鄭秀和（建築家、プロダクトデザイナー）（22期）

### 文化・芸能
- 新井英樹（漫画家）（17期）
- 市川洋介（元俳優）（34期）
- 小原加奈子（女優）（30期）
- 君嶋麻耶（モデル）（41期）
CHOKi CHOKi、FINEBOYSなどをはじめとした、ファッション・ヘア雑誌で活躍するカリスマ読者モデル。
- 汐夏ゆりさ（元宝塚歌劇団雪組娘役）
- 溜池ゴロー（AV監督）（17期）
- 菱木晃子（スウェーデン語の翻訳家）
- 水城さと子（モデル）（40期）本名：鈴木聡子

### 音楽
- 竹内直（サキソフォン奏者、サキソフォビア　メンバー）（9期）
- ichi-low（ドラマー、Yum!Yum!ORANGE Drums担当）（29期）
- 北原雅彦（トロンボーン奏者、東京スカパラダイスオーケストラtb）（15期）
- 高畠俊（ミュージシャン・ベーシスト・フロウズン・いきものがかり）（27期）
- 村上寿昭（指揮者、ドイツ・ハノーファー国立歌劇場常任指揮者）（28期）

### スポーツ
- 加藤幹典（プロスポーツチーム経営者、山梨ファイアーウィンズ代表、元プロ野球選手）（39期）
- 中溝雄也（元プロ野球選手）（43期）
- 松山将樹（調教師）（24期）

### 教育・研究
- 兼田麗子（桜美林大学教授、早稲田大学グローバルエデュケーションセンター非常勤講師）（18期）
- 小池治（横浜国立大学名誉教授、神奈川県人事委員会委員長）（9期）
- 田中彰（東海大学海洋学部教授）（6期）
- 栩木伸明（早稲田大学文学部教授）（12期）
- 橋本努（北海道大学大学院経済学研究科教授）（21期）
経済学部出身の哲学者である。
- 安村克己（奈良県立大学地域創造学部教授）（8期）

### その他
- 渡辺大樹（人道支援家・エクマットラ顧問）（33期）

## 公式サイト
- 神奈川県立川和高等学校